# Åsa Secher
Åsa Marianne Secher, född 11 september 1986 i Stockholm, är en svensk journalist och radioproducent. 

## Biografi
Åsa Secher är utbildad vid JMK och Columbia University Graduate School of Journalism i New York. Hon har varit verksam som reporter och producent på Sveriges Radio, bland annat för Studio Ett och USA-podden. Under hösten 2018 programledde Secher programserien Historiska val, som producerades av UR för P3. Under vintern 2017-2018 arbetade hon för produktionsbolaget Soundtelling med podcasten Secrets som släpptes i januari 2018 på Radiotopia. 2019 startade hon Stockholms Radiobiografoch 2020 tilldelades hon Nordic Short Dox Award för kortdokumentären All by myself. Samma år uppmärksammades Secher för P1-dokumentären Gifta för tredje gången. 
Sedan 2019 är Åsa Secher programledare, reporter och producent för ekonomipodden Kapitalet.